# Pristipomoides macrophthalmus
Pristipomoides macrophthalmus es una especie de peces de la familia Lutjanidae en el orden de los Perciformes.

## Morfología
• Los machos pueden llegar alcanzar los 50 cm de longitud total.

## Hábitat
Es un pez de mar de aguas profundas que vive entre 110-550 m de profundidad.

## Distribución geográfica
Se encuentra en el Estrecho de Florida, las Bahamas, las Antillas y la costa del Mar Caribe de Nicaragua y Panamá.

## Uso comercial
Se comercializa fresco.